# Faro de Isla de San David
El faro de Isla de San David, se ubica en el océano Atlántico,  en colina en la isla de San David, Bermudas. Fue construido en 1879.